# Балан (Во)
Балан (фр. Ballens) — громада  в Швейцарії в кантоні Во, округ Морж.

## Географія
Громада розташована на відстані близько 95 км на південний захід від Берна, 20 км на захід від Лозанни.
Балан має площу 8,5 км², з яких на 5,7% дозволяється будівництво (житлове та будівництво доріг), 63,9% використовуються в сільськогосподарських цілях, 29,4% зайнято лісами, 1,1% не є продуктивними (річки, льодовики або гори).

## Демографія
2019 року в громаді мешкало 542 особи (+24% порівняно з 2010 роком), іноземців було 21,4%. Густота населення становила 64 осіб/км².
За віковим діапазоном населення розподілялося таким чином: 24,2% — особи молодші 20 років, 59,2% — особи у віці 20—64 років, 16,6% — особи у віці 65 років та старші. Було 216 помешкань (у середньому 2,5 особи в помешканні).
Із загальної кількості 304 працюючих 84 було зайнятих в первинному секторі, 37 — в обробній промисловості, 183 — в галузі послуг.